# Fifty Shades - Fri (film)
Fifty Shades - Fri, også kendt som Fifty Shades 3: Freed, er en amerikansk erotisk-romantisk dramafilm fra 2018. Filmen er instrueret af James Foley og skrevet af Niall Leonard.
Filmen er baseret på bogen Fifty Shades Fri af E.L. James og er efterfølgeren til Fifty Shades I mørket fra 2017. Filmen har Dakota Johnson og Jamie Dornan i hovedrollerne som Anastasia Steele og Christian Grey.

## Medvirkende
- Dakota Johnson som Anastasia Steele
- Jamie Dornan som Christian Grey
- Arielle Kebbel som Gia Matteo
- Tyler Hoechlin som Boyce Fox
- Kim Basinger som Elena Lincoln
- Eloise Mumford som Kate Kavanagh
- Marcia Gay Harden som Grace Trevelyan Grey
- Max Martini som Taylor
- Rita Ora som Mia Grey
- Luke Grimes som Elliot Grey

## Modtagelse
Politiken, Jyllands Posten, Soundvenue og BT gav alle filmen en ud af seks stjerner. Ekstrabladet og metroxpress tildelte filmen nul ud af seks stjerner.
ekkofilm.dk var dog mere positive og gav filmen tre ud af seks stjerner,